# Задиг (повесть)
«Задиг, или Судьба» (фр. Zadig ou la Destinée) — философская повесть французского писателя Вольтера, написанная и опубликованная в 1747 году.

## Сюжет
Действие повести происходит на Востоке. Главный герой — молодой человек по имени Задиг, живущий в Вавилоне «во времена царя Моабдара» и после многих приключений становящийся монархом-философом.

## История текста
Вольтер написал повесть в начале 1747 года, а летом того же года опубликовал отдельным изданием. Книга вышла в Амстердаме без имени автора под названием «Мемнон. Восточная повесть». В сентябре 1748 года увидело свет второе издание — под окончательным названием, с существенно отредактированным текстом и тремя новыми главами.
Сначала Вольтер отрицал своё авторство даже в переписке с друзьями, однако после второго издания признал его. «Задиг» был включён в собрание сочинений писателя, опубликованное в 1756 году, причём Вольтер предварительно ещё раз отредактировал текст. В первом посмертном собрании сочинений был опубликован полный текст «Задига», включавший все фрагменты, когда-либо исключённые из повести автором. В дальнейшем «Задиг» публиковали в последней авторской редакции.
«Задиг» стал одним из самых популярных произведений Вольтера. Ещё при жизни автора он много раз переиздавался и переводился на другие европейские языки. Однако при французском королевском дворе повесть встретили с неприязнью, так что Вольтеру пришлось отказаться от должности королевского историографа и покинуть Париж.